# Наруи, Павел Дайсукэ
Павел Дайсукэ Наруи (24 ноября 1973 года, Ивакура, Япония) — католический прелат, четвёртый епископ Ниигаты с 31 мая 2020 года. Член монашеской конгрегации Общества Божественного Слова.

## Биография
С 1986 года обучался в малой семинарии, которой руководили члены монашеской конгрегации «Общество Божественного Слова». С 1987 по 1991 года изучал моральное богословие в университете Нанзана. 9 марта 2000 года вступил в монашескую конгрегацию «Общества Божественного Слова». 10 марта 2001 года рукоположён в священники.
Служил викарием в приходе Акита епархии Ниигаты (2001—2004). В 2004—2006 годах проходил монашескую формацию в США. В 2006—2011 годах — префект послушников. В последующие годы — член провинциальной монашеского Комитета «Справедливость, мир и целостность творения» (2006—2013), член монашеской комиссии для мигрантов (2006—2014), секретарь, руководитель отдела помощи «Каритас Японии» (2006—2015), член провинциального монашеского Совета (2008—2013), координатор Комитета «Справедливость, мир и целостность творения» (2012—2015). С 2015 года — секретарь Генеральной курии Общества Божественного Слова в Риме.
31 мая 2020 года римский папа Франциск назначил его епископом Ниигаты. 22 сентября 2020 года в Соборе Христа Царя в Ниигате состоялось его рукоположение в епископы, которое совершил архиархиепископ Токио Тарцизий Исао Кикути в сослужении с епископом Иокагамы Рафаилом Масахиро Умэмурой и епископом Саппоро Бернардом Тайдзи Кацуей.